# Raoul David
Raoul David, né à Vitré le 23 juillet 1876 et mort dans la même ville le 14 octobre 1950, est un peintre, portraitiste, paysagiste, graveur et illustrateur.

## Biographie
Elève de Fernand Cormon à l'Académie Julian, où il devint l'ami de Jean Frélaut, puis professeur de dessin à l'École municipale de dessin de Vitré, qu'il dirigea à partir de 1905, ainsi qu'à l'École régionale des beaux-arts de Rennes.
Membre de la Société des artistes français, il obtient une mention honorable au Salon des artistes français en 1920 comme aquafortiste et y expose en 1929 la toile Paysanne de Vitré.
Il fut aussi conservateur du musée de Vitré en 1930.

## Œuvre

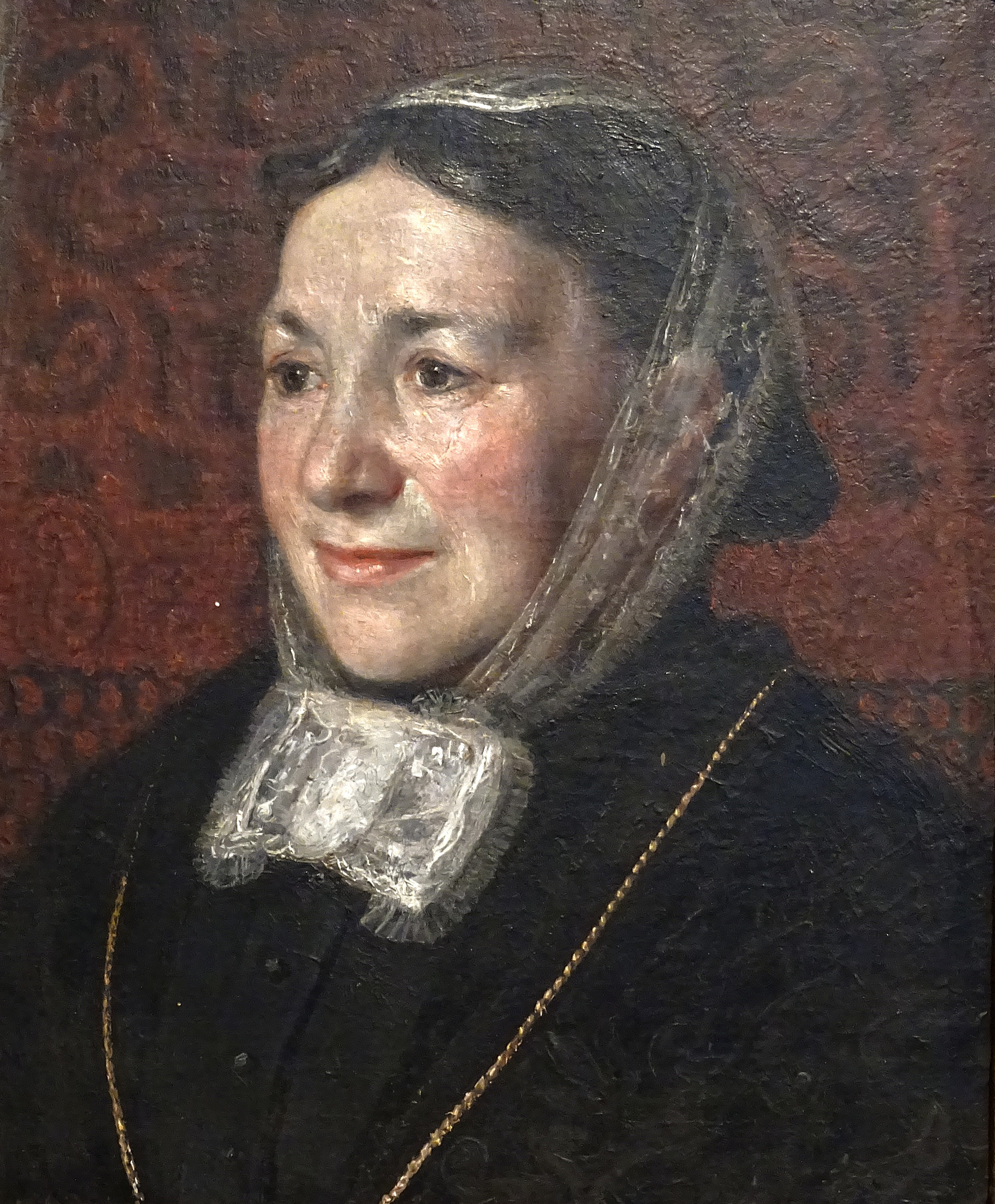
Raoul David : Paysanne de Vitré (huile sur toile, 1929, Musée de Vitré).

Il réalisa de nombreux portraits de personnalités liées à sa ville, des paysages bretons et des vues de Vitré. 36 peintures et carnets de dessins figurent à l'inventaire du Musée de Vitré, inscrits dans la base Joconde, parmi lesquels on peut citer les portraits d'Arthur de La Borderie et d'Édouard Frain de la Gaulayrie, ou encore une représentation de la maison de Pierre Landais. Nombre de ces peintures sont exposées au château de Vitré.

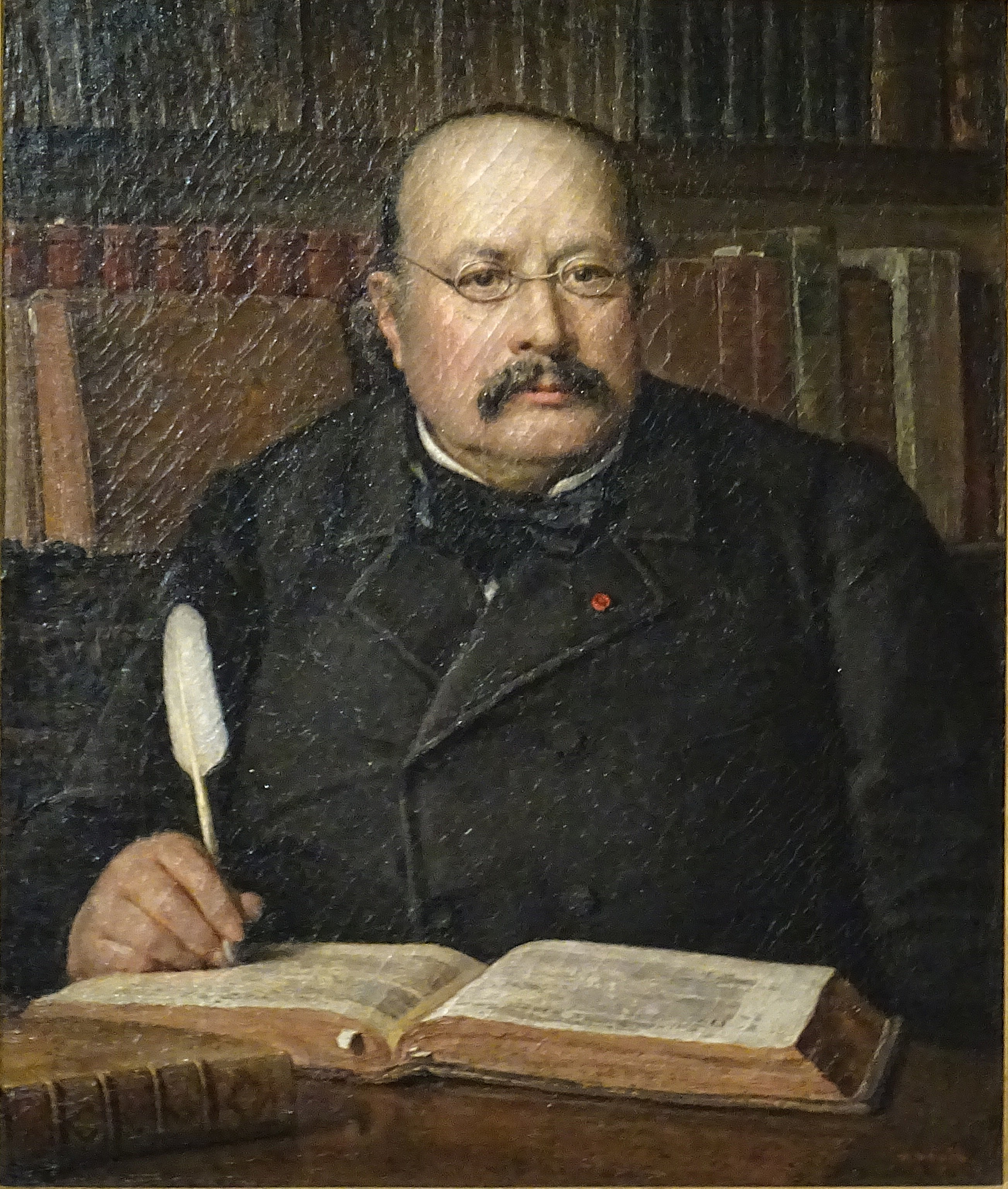
Raoul David : Arthur de La Borderie (1827-1901) (non daté, huile sur toile, Musée de Vitré).

## Hommage
- Une rue de Vitré porte son nom